# Jari Mäenpää
Jari Mäenpää (* 23. prosince 1977, Finsko) je zakladatel skupiny Wintersun a bývalý člen skupiny Ensiferum.

## Životopis
První kapela, kterou Jari založil byla Immemorial. Nikdy s ní ovšem nevydal žádné album.
V roce 1996 opustil Immemorial, aby se přidal ke skupině Ensiferum se kterou vydal tři dema a následně dvě alba a kompilaci starých nepoužitých písní. Zde zpíval a hrál na kytaru a spolu s Markem Toivonenem se podílel na skládání hudby a textů.
V roce 2004 musel opustit Ensiferum, protože se musel rozhodnout mezi turné a nahráváním alba s projektem Wintersun. Původně vedlejší melodic death metalový projekt se tak stal jeho kapelou. Mäenpää proto našel další hudebníky, neboť na prvním albu pracoval jen on a bubeník Kai Hahto. S Wintersun vydal zatím dvě alba. Třetí by mělo vyjít v roce 2014
Také se podílel na projektech Arthemesia a Cadacross. V roce 1997 musel dočasně odložit hudební kariéru kvůli vojenské službě.

## Diskografie

### S Ensiferum
- 1997: Demo I (demo)
- 1999: Demo II (demo)
- 1999: Hero In a Dream (demo)
- 2001: Ensiferum
- 2004: Iron
- 2005: 1997-1999 (kompilační album)

### S Wintersun
- 2004: Wintersun
- 2012: Time I
- 2017: The Forest Seasons
- 2024: Time II

### S Arthemesia
- 2001: Devs - Iratvs

### S Cadacross
- 2002: Corona Borealis